# 김중식 (시인)
김중식(金重植, 1967년 4월 16일~)은 대한민국의 시인이다. 1990년에 서울대학교를 졸업하고 《문학사상》으로 등단했다. 《출판저널》, 《경향신문》, 《중앙선데이》에서 기자로 활동했으며, 국민정책연구원 연구위원, 주이란대한민국대사관 문화홍보관, 대통령비서실 연설기록비서관 행정관을 지냈다.

## 수상 내역
- 2006년: 제192회 이달의 기자상 취재보도부문
- 2010년: 대통령 표창